# Gamlitz
Gamlitz (slowenisch Gomilica) ist eine österreichische Marktgemeinde mit 3144 Einwohnern (Stand 1. Jänner 2025) im Süden des politischen Gerichtsbezirks bzw. des Bezirkes Leibnitz in der Steiermark. Sie liegt im Tal des Gamlitzbachs im Süden des Weststeirischen Hügellandes an der Grenze zwischen Österreich und Slowenien.  Seit 1. Jänner 2015 ist die Gemeinde im Rahmen der Gemeindestrukturreform in der Steiermark mit der Gemeinde Sulztal an der Weinstraße zusammengeschlossen und führt den Namen Gamlitz weiter.

## Geografie

### Gemeindegliederung
Das Gemeindegebiet umfasst folgende acht Ortschaften (Einwohner Stand 1. Jänner 2025)
- Eckberg (198)
- Gamlitz (1546)
- Grubtal (361)
- Kranachberg (302)
- Labitschberg (122)
- Sernau (243)
- Steinbach (259)
- Sulztal (113)

Die Gemeinde besteht aus neun Katastralgemeinden (Fläche Stand 31. Dezember 2023):
- Eckberg (535,22 ha)
- Gamlitz (421,99 ha)
- Grubthal (301,05 ha)
- Kranachberg (717,82 ha)
- Labitschberg (320,62 ha)
- Sernau (496,54 ha)
- Steinbach (659,62 ha)
- Sulz (97,16 ha)
- Sulztal (131,05 ha)

| Katastralgemeinden | Ortschaften in der Gemeinde |
| --- | --- |
| Eckberg (5,35 km²) Gamlitz (4,22 km²) Grubthal (3,01 km²) Kranachberg (7,17 km²) Labitschberg (3,21 km²) Sernau (4,97 km²) Steinbach (6,60 km²) Sulz (0,97 km²) Sulztal (1,31 km²) | Eckberg (ZH) Gamlitz (M) Gaberhöhe (ZH) Preßtal (ZH) Prinnegg (ZH) Schattengasse (R) Weinleiten (R) Grubtal (ZH) Kranach (ZH) Labitschberg (ZH) Sernau (ZH) Sernauberg (ZH) Steinbach (ZH) Gamlitzberg (R) Sulztal (ZH) Sulz (ZH) |
| Legende | |

| In der Spalte Katastralgemeinden sind sämtliche Katastralgemeinden einer Gemeinde angeführt. In der Klammer ist die jeweilige Fläche in km² angegeben. |
| In der Spalte Ortschaften sind sämtliche von der Statistik Austria erfassten Siedlungen, die auch eine eigene Ortschaftskennziffer aufweisen, angeführt. In der Hierarchieebene derselben Spalte, rechts eingerückt, werden nur Ansiedlungen, die mindestens aus mehreren Häusern bestehen, dargestellt. Die wichtigsten der verwendeten Abkürzungen sind: - M = Hauptort der Gemeinde - Stt = Stadtteil - R = Rotte - W = Weiler - D = Dorf - ZH = Zerstreute Häuser - Sdlg = Siedlung - Hgr = Häusergruppe - E = Einzelgehöft (nur wenn sie eine eigene Ortschaftskennziffer haben) Die komplette Liste der Statistik Austria ist in: Topographische Siedlungskennzeichnung nach STAT Zu beachten ist, dass manche Orte unterschiedliche Schreibweisen haben können. So können sich Katastralgemeinden anders schreiben als gleichnamige Ortschaften bzw. Gemeinden. Quelle: Statistik Austria – |

### Nachbargemeinden
| Heimschuh                    | Leibnitz                                    | Wagna                         |
| Großklein                    | Kompassrose, die auf Nachbargemeinden zeigt | Ehrenhausen an der Weinstraße |
| Leutschach an der Weinstraße |                                             | Kungota (Slowenien)           |

Am 8. Juli 2022 eröffnete der Grenzübergang im Zuge der vulgo Herzerlstraße von Sulztal nach  Spičnik, Slowenien.

## Geschichte
Das Gebiet von Gamlitz war bereits in der Steinzeit besiedelt. Im Gemeindegebiet befinden sich keltische Hügelgräber. An der Pfarrkirche sind Grabsteine von Römern angebracht, die im ersten Jahrhundert hier siedelten.
Der Ortsname Gamlitz geht auf die slawische Bezeichnung Gomilnica zurück, die sich vom slawischen gomila („Hügel“) ableitet. Der Name bezieht sich vermutlich auf die Hügellandschaft oder auf die keltischen Hügelgräber.
Gamlitz litt 1479 und 1532 unter Einfällen von osmanischen Truppen. Im 16. und 17. Jahrhundert wütete die Pest im Ort.
Zum 1. Jänner 1959 wurde Gamlitz die Bezeichnung „Marktgemeinde“ verliehen. 1959 erfolgte auch die Verleihung des Wappens mit Weintraube auf einem Weinblatt als Hinweis auf die Tradition des Weinbaus im Ort. Nach der Zusammenlegung der Gemeinde mit der Gemeinde Sulztal an der Weinstraße wurde am 4. Oktober 2015 das Wappen neuerlich verliehen.

### Bevölkerungsentwicklung
Die Einwohnerzahl der Gemeinde hat sich seit Beginn der regelmäßigen Volkszählungen verhältnismäßig wenig verändert. Im Jahr 1869 waren es 2725 und 1934 waren es 3332. Danach folgte ein leichter Rückgang; seit 1971 schwankt die Einwohnerzahl um 3200.
| Gamlitz: Einwohnerzahlen von 1869 bis 2024          | Gamlitz: Einwohnerzahlen von 1869 bis 2024 | Gamlitz: Einwohnerzahlen von 1869 bis 2024 | Gamlitz: Einwohnerzahlen von 1869 bis 2024 | Gamlitz: Einwohnerzahlen von 1869 bis 2024 |
| --------------------------------------------------- | ------------------------------------------ | ------------------------------------------ | ------------------------------------------ | ------------------------------------------ |
| Jahr                                                |                                            |                                            |                                            | Einwohner                                  |
| 1869                                                | 1869                                       |                                            | 3.005                                      | 3.005                                      |
| 1880                                                | 1880                                       |                                            | 3.275                                      | 3.275                                      |
| 1890                                                | 1890                                       |                                            | 3.228                                      | 3.228                                      |
| 1900                                                | 1900                                       |                                            | 3.307                                      | 3.307                                      |
| 1910                                                | 1910                                       |                                            | 3.392                                      | 3.392                                      |
| 1923                                                | 1923                                       |                                            | 3.452                                      | 3.452                                      |
| 1934                                                | 1934                                       |                                            | 3.645                                      | 3.645                                      |
| 1939                                                | 1939                                       |                                            | 3.409                                      | 3.409                                      |
| 1951                                                | 1951                                       |                                            | 3.515                                      | 3.515                                      |
| 1961                                                | 1961                                       |                                            | 3.310                                      | 3.310                                      |
| 1971                                                | 1971                                       |                                            | 3.264                                      | 3.264                                      |
| 1981                                                | 1981                                       |                                            | 3.237                                      | 3.237                                      |
| 1991                                                | 1991                                       |                                            | 3.204                                      | 3.204                                      |
| 2001                                                | 2001                                       |                                            | 3.228                                      | 3.228                                      |
| 2011                                                | 2011                                       |                                            | 3.243                                      | 3.243                                      |
| 2021                                                | 2021                                       |                                            | 3.210                                      | 3.210                                      |
| 2024                                                | 2024                                       |                                            | 3.195                                      | 3.195                                      |
| Quelle(n): Statistik Austria, Gebietsstand 1.1.2021 |                                            |                                            |                                            |                                            |

### Religionen
Bei der Volkszählung 2001 (Gebietsstand bis 2014) bekannten sich 94,2 % zur Römisch-katholischen Kirche, 1,5 % zu den Evangelischen Kirchen und 0,3 % zum Islam. Ohne religiöses Bekenntnis waren 3,2 %.

## Kultur und Sehenswürdigkeiten

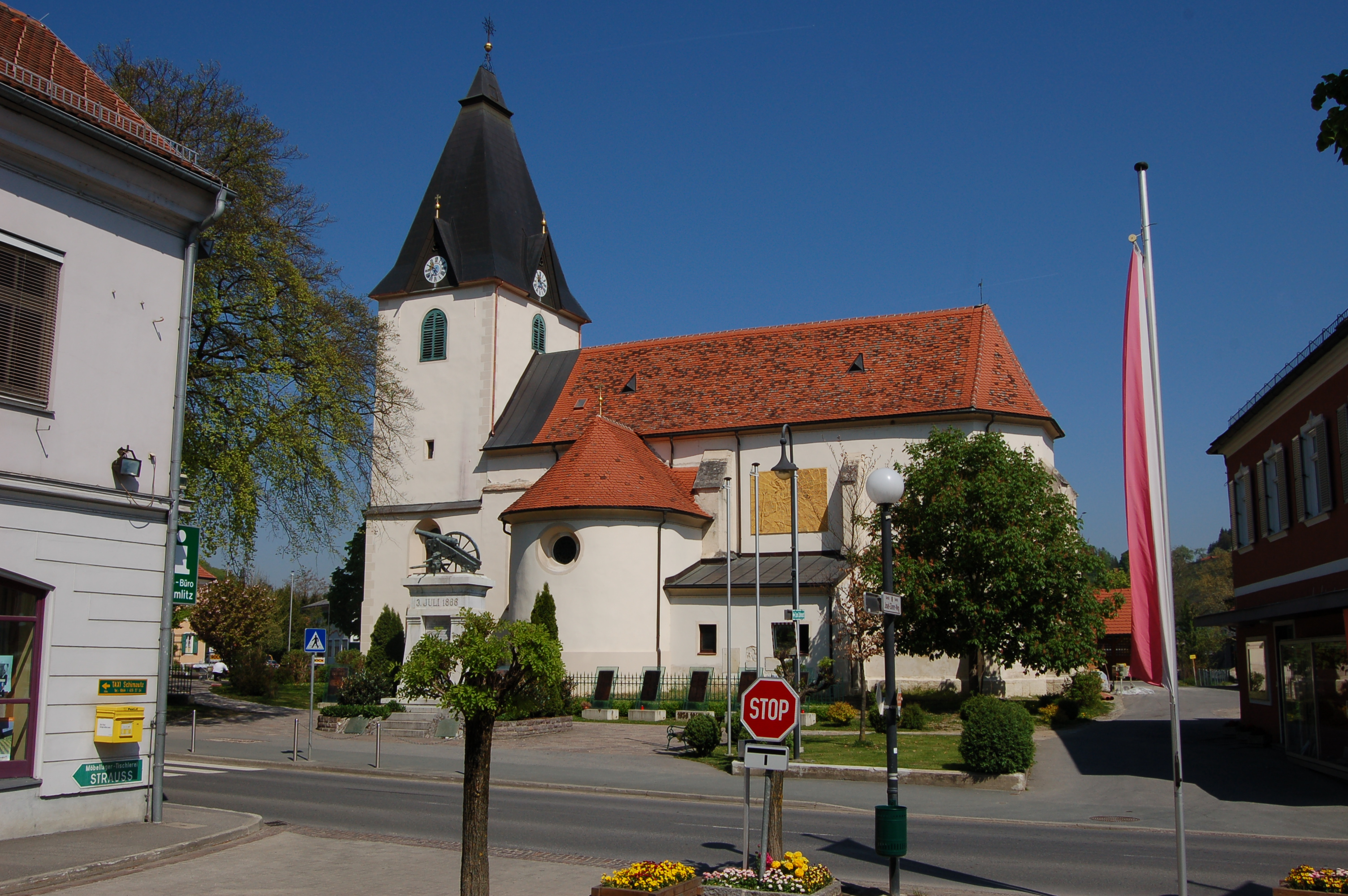
Pfarrkirche Gamlitz

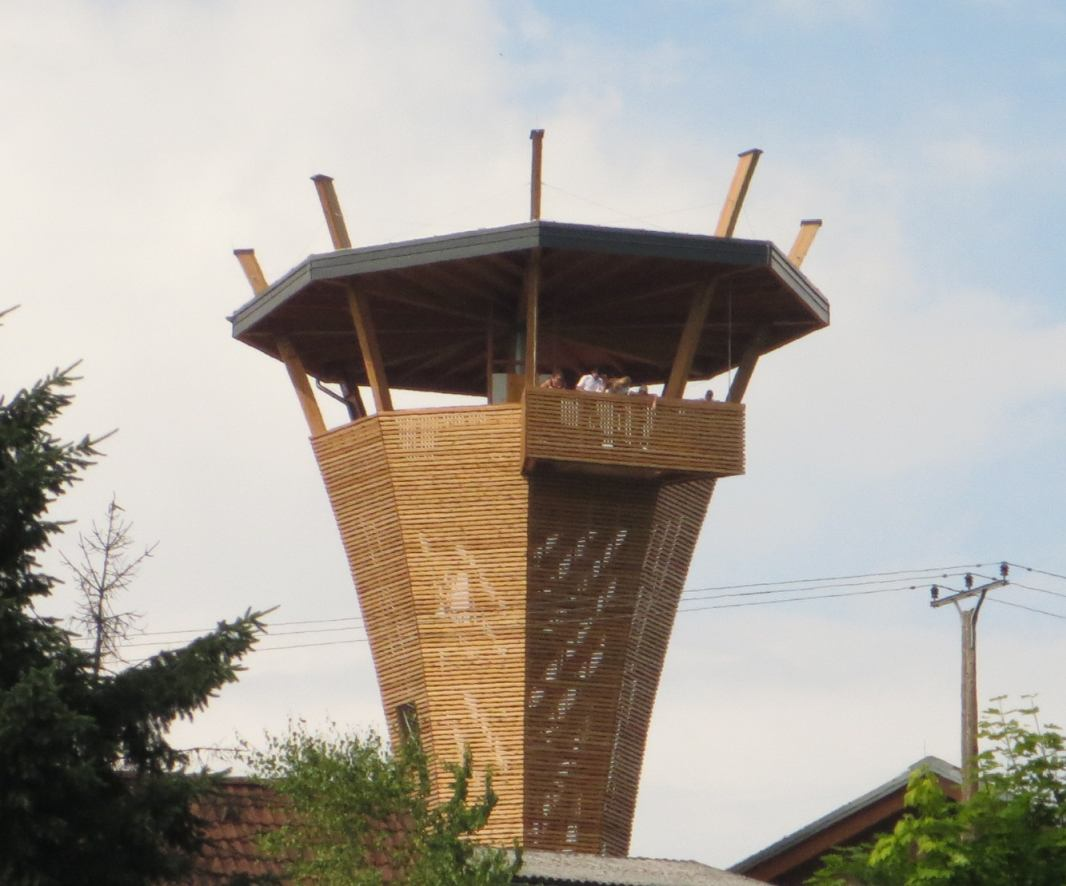
Wasserturm Weinleiten

- Katholische Pfarrkirche Gamlitz Hll. Petrus und Paulus
- Das im 12. Jahrhundert erbaute Schloss Gamlitz ist seit dem 19. Jahrhundert im Besitz der Familie Melcher. Es wird heute als Hotel genutzt.[11]
- Im Ortszentrum befindet sich ein 1914 errichtetes Denkmal für Gefallene der Schlacht bei Königgrätz (1866).
- An der Grenze zu Ehrenhausen, beim 2017 errichteten Wasserhochbehälter Weinleiten, steht seit Juni 2019 der 27 m hohe[12] Wasserturm Weinleiten, kein Wasserturm im funktionellen Sinn, sondern ein Aussichtsturm. 8 bogenförmige Holzsteher spannen den Querschnitt des taillierten Turms oben weiter auf als unten. Eine Spindel-Wendeltreppe aus Stahl führt in der Mittelachse  zur Plattform in 21 m Höhe mit Aussicht ins südsteirische Weinland und einen Balkon mit Glasfenster im Boden für den Blick nach unten. Errichter ist der Wasserverband Leibnitzerfeld-Süd, der via 48"-Touchscreen am Hochbehältergebäude daneben und eine Website über die Wasserversorgung und den Weg des Wassers informiert.[13][14]
- Motorikpark, 1 km östlich des Ortszentrums (Marktplatz) zwischen linkem Ufer des Gamlitzbachs, Bachweg und Naturbad im Süden und der Landesstraße B69 (Untere Hauptstraße) im Norden; mit 30 Stationen auf 17 Hektar, Juni 2012 eröffnet[15]

### Ortsbildgestaltung
Gamlitz erhielt 1995 und 2012 beim Wettbewerb Entente Florale Europe die Auszeichnung „Schönstes Blumendorf Europas“ mit Goldmedaille in der Kategorie Dorf.

## Wirtschaft und Infrastruktur

### Weinbau
Bekannte Weinbaubetriebe in der Marktgemeinde sind das Weingut Lackner-Tinnacher, das Weingut Muster.Gamlitz, das Weingut Skoff Original und das Weingut Sattlerhof. 1990 fand in Gamlitz die Steirische Landesausstellung statt, die sich dem Thema Weinkultur widmete. Das seit 1966 abgehaltene Gamlitzer Weinlesefest ist die größte Veranstaltung ihrer Art in der Steiermark und zählt österreichweit zu den Weinfesten mit der höchsten Publikumsfrequenz.
Gamlitz zählt mit Kitzek-Sausal, Eichberg, Ehrenhausen und Leutschach zu den fünf Ortsweingebieten der Südsteiermark. Die Weinbaufläche des der Marktgemeinde beläuft sich aktuell auf 693 Hektar. (Stand 2020), diese verteilen sich auf 0,33 ha Anbaufläche für Bouvier, 47,93 ha Anbaufläche für Chardonnay.
Die Leitsorten sind nach der DAC Regelung Sauvignon Blanc und Muskateller. Der Boden besteht größtenteils aus Sand und Schotter.

### Verkehr
Gamlitz liegt an der Südsteirischen Grenz Straße B 69, die die Gemeinde im Westen mit Eibiswald, der Soboth und Lavamünd und im Osten mit dem etwa fünf Kilometer entfernten Ehrenhausen verbindet; dort besteht ein Anschluss an die Pyhrn Autobahn A 9 (Anschlussstelle Vogau-Straß) und damit an eine hochrangige Verbindung nach Graz. Eine lokale Straßenverbindung führt nach Ratsch an der Weinstraße und zur Südsteirischen Weinstraße.
Der nächste Bahnhof liegt ebenfalls in Ehrenhausen an der Südbahn und wird von der Linie S 5 der Grazer S-Bahn bedient.
Durch Gamlitz verläuft auch der Südalpenweg, ein österreichischer Weitwanderweg.

## Politik
Bürgermeister ist der Malermeister Friedrich Partl.

### Gemeinderat
Der Gemeinderat besteht aus 21 Mitgliedern. Nach dem Ergebnis der Gemeinderatswahl 2025 setzt sich dieser wie folgt zusammen:
- 18 Mandate ÖVP
- 02 Mandate FPÖ
- 01 Mandate SPÖ

| ÖVP                 | 1758             | 80,0             | 18               | 1370             | 70               | 15               | 1657             | 70               | 15               | 1607             | 70               | 15               | 35               | 28               | 2                | 1437             | 65               | 15               | 66               | 56               | 6                | 1178             | 61               | 13               | 81               | 70               | 6                |
| SPÖ                 | 0161             | 07,3             | 01               | 0310             | 16               | 03               | 0319             | 14               | 03               | 0674             | 30               | 06               | 76               | 61               | 6                | 0514             | 23               | 05               | 40               | 34               | 3                | 0554             | 29               | 06               | 35               | 30               | 3                |
| FPÖ                 | 0278             | 12,7             | 02               | 0279             | 14               | 03               | 0383             | 16               | 03               | nicht kandidiert | nicht kandidiert | nicht kandidiert | nicht kandidiert | nicht kandidiert | nicht kandidiert | 0060             | 03               | 0                | nicht kandidiert | nicht kandidiert | nicht kandidiert | 0207             | 11               | 02               | nicht kandidiert | nicht kandidiert | nicht kandidiert |
| Die Grünen          | nicht kandidiert | nicht kandidiert | nicht kandidiert | nicht kandidiert | nicht kandidiert | nicht kandidiert | nicht kandidiert | nicht kandidiert | nicht kandidiert | nicht kandidiert | nicht kandidiert | nicht kandidiert | 14               | 11               | 1                | nicht kandidiert | nicht kandidiert | nicht kandidiert | 11               | 9                | 0                | nicht kandidiert | nicht kandidiert | nicht kandidiert | nicht kandidiert | nicht kandidiert | nicht kandidiert |
| 1 für unser Gamlitz | nicht kandidiert | nicht kandidiert | nicht kandidiert | nicht kandidiert | nicht kandidiert | nicht kandidiert | nicht kandidiert | nicht kandidiert | nicht kandidiert | nicht kandidiert | nicht kandidiert | nicht kandidiert | nicht kandidiert | nicht kandidiert | nicht kandidiert | nicht kandidiert | nicht kandidiert | nicht kandidiert | nicht kandidiert | nicht kandidiert | nicht kandidiert | 189              | 08               | 1                | nicht kandidiert | nicht kandidiert | nicht kandidiert |
| Wahlberechtigte     | 2.685            | 2.685            | 2.685            | 2.715            | 2.715            | 2.715            | 2.775            | 2.775            | 2.775            | 2.580            | 2.580            | 2.580            | 131              | 131              | 131              | 2.486            | 2.486            | 2.486            | 125              | 125              | 125              | 2.297            | 2.297            | 2.297            | 128              | 128              | 128              |
| Wahlbeteiligung     | 82 %             | 82 %             | 82 %             | 74 %             | 74 %             | 74 %             | 86 %             | 86 %             | 86 %             | 90 %             | 90 %             | 90 %             | 95 %             | 95 %             | 95 %             | 89 %             | 89 %             | 89 %             | 94 %             | 94 %             | 94 %             | 86 %             | 86 %             | 86 %             | 91 %             | 91 %             | 91 %             |

### Bürgermeister
- 1993–2022 Karl Wratschko (ÖVP)[24]
- seit 2022 Friedrich Partl (ÖVP)

### Wappen
Blasonierung:
„Im viermal von Silber und Rot geschachten Schild ein grünes, mit einer goldenen Traube belegtes Weinblatt.“
Das Gemeindewappen wurde zum 1. Mai 1987 verliehen.
Wegen der Gemeindezusammenlegung war das Wappen seit dem 1. Jänner 2015 offiziell nicht mehr gültig. Zum 1. September 2015 wurde es erneut verliehen.

## Persönlichkeiten

### Ehrenbürger
- 1976: Friedrich Niederl (1920–2012), Landeshauptmann[27]
- 2009: Hermann Schützenhöfer (* 1952), Landeshauptmann Steiermark
- 2012: Eduard Loibner (* 1932), Pfarrer von Gamlitz
- Josef Ertl († 2020), Direktor der Hauptschule Gamlitz 1981–1992[28]

### Söhne und Töchter der Gemeinde
- Karl Lieschnegg (1871–1950), Politiker (CS), Mitglied der Konstituierenden Nationalversammlung (1919–1920), Abgeordneter zum Nationalrat (1920–1927)
- Philipp Renner († 1555), Bischof von Lavant und Administrator der Diözese Seckau
- Alois Seidl (1923–1995), Volksschullehrer, -direktor und Politiker (ÖVP), Bürgermeister von Gabersdorf (1962–1987), Abgeordneter zum Steirischen Landtag (1970–1974)
- Manfred Repolust (* 1972), Mitglied des Bundesrates